# 耶维尔
耶维尔（法語：Yerville，法語發音：[jɛʁvil]）是法国滨海塞纳省的一个市镇，属于鲁昂区。

## 地理
耶维尔（49°40'6"N, 0°53'46"E）面积10.42 平方千米，位于法国诺曼底大区滨海塞纳省，该省份为法国北部沿海省份，其西部及北部濒大西洋英吉利海峡，东起顺时针与索姆省、瓦兹省、厄尔省和卡爾瓦多斯省接壤。
与耶维尔接壤的市镇（或旧市镇、城区）包括：克里克托叙乌维尔、乌维尔拉拜、圣马丹欧萨布尔、维伯夫。

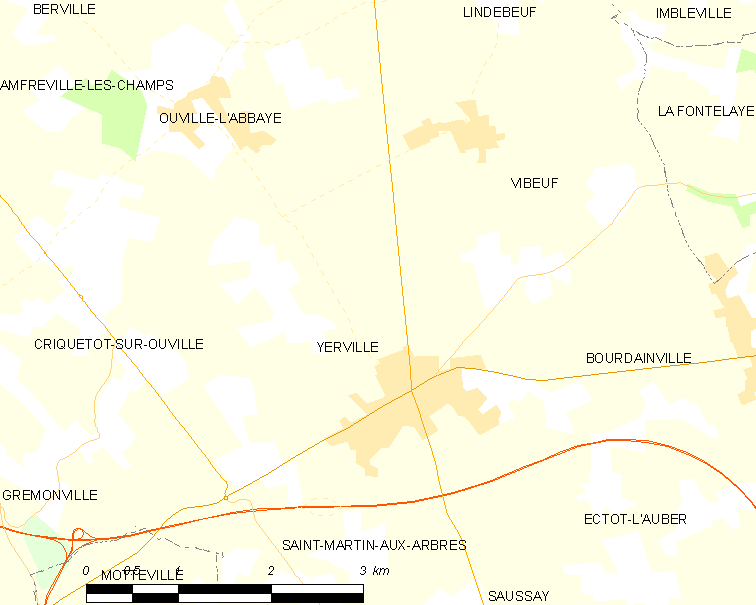
耶维尔的OSM定位图

耶维尔的时区为UTC+01:00、UTC+02:00（夏令时）。

## 行政
耶维尔的邮政编码为76760，INSEE市镇编码为76752。

## 政治
耶维尔所属的省级选区为伊沃托县。

## 人口

1962-2008年间耶维尔人口变化图示

耶维尔于2022年1月1日时的人口数量为2658人。